# Раймонда (балет)
«Раймо́нда» — балет на 3 дії 4 картини російського композитора Олександра Глазунова. Написаний на замовлення балетмейстера М.Петіпа. Лібрето Маріуса Петіпа та Івана Всеволожського за сценарієм Лідії Пашкової. В основу сюжету покладена лицарська легенда про кохання. Прем'єра відбулась 19 січня 1898 року.

## Історія постановок
Прем'єра відбулася на сцені Маріїнського театру 7 січня 1898 року. Першими виконавцями головних ролей були П'єріна Леньяні (Раймонда), Сергій Легат (Жан де Брієн) і Павло Гердт (Абдерахман). Партії подруг Раймонди виконали Клавдія Кулічевська (Клеманс) та Ольга Преображенська (Генрієта). Варіації в картині «Сон» танцують Катерина Гельцер та Віра Трефілова. Характерні танці виконали: панадерос — Йосип Кшесінський, сарацинський — Марія Скорсюк та Олександр Горський, мазурка — Марія Петіпа та Йосип Кшесінський, палотас — Ольга Преображенська та Альфред Бекефі. Варіація чотирьох танцюристів в grand pas (Георгій Кякшт, Олександр Горський, Сергій и Микола Легат) була повторена на прем'єрі на прохання публіки, що є рідкістю в чоловічому класичному стилі танцю.
21 січня 1900 р. балет побачили на сцені Московського імператорського Большого театру в інтерпретації його головного балетмейстера Олександра Горського, де образ Раймонди створила італійська прима-балерина Аделіна Джурі, вразивши публіку граничною віртуозністю й академічною чистотою класичного танцю.
В Маріїнському театрі було здійснено п'ять різних постановок, а у московському Большому — чотири. Балетмейстери О. Горський, Ф. Лопухов, П. Гусєв, А. Ваганова, В. Вайнонен створювали власні версії балету, прагнули знайти художньо-цілісне танцювально-драматургічне рішення вистави.

### Постановка в Україні
На українській сцені «Раймонда» вперше з'явилася в 1934 році в Харкові, де її самобутню постановку здійснив видатний хореограф П. Вірський разом із М. Болотовим.
На київській сцені першу постановку балету здійснив у 1946 р. балетмейстер С. Сергєєв. В ній брали участь Є. Єршова, Л. Герасимчук, О. Потапова та А. Мінчин.
Навесні 1974 року видатний український балетмейстер Анатолій Шекера створив у співдружбі з диригентом О. Рябовим і сценографом-новатором Є. Лисиком масштабну й яскраву сценічну інтерпретацію «Раймонди», органічно поєднавши власне пластичне рішення з точним відтворенням хореографічних структур й образно-емоційної атмосфери кращих епізодів вистави М. Петіпа. Хореографічна версія «Раймонди» стала видатною подією в мистецькому житті України.
Нова постановка «Раймонди» створена народним артистом України Віктором Яременком.

## Дійові особи
- Раймонда, графиня де Доріс
- Біла Дама, покровителька родини де Доріс
- Лицар Жан де Брієн, небіж короля Андрія ІІ Угорського, наречений Раймонди
- Клеманс і Генріетта, подруги Рацмонди.
- Абдерахман, сарацинський лицар
- Графиня Сибіла де Доріс, тітка і вихователька Раймонди
- Король Андрій ІІ Угорський
- Бернар де Вантадур, провансальський трубадур
- Сенешаль, управитель замку родини де Доріс
- Беранже, аквитанський трубадур

## Лібрето

### Дія перша
До замку завітали друзі, знатні дами, трубадури, щоб привітати Раймонду із днем народження. Молодий лицар Жан де Брієн, який прославився ратними подвигами, прийшов поздоровити свою наречену і попрощатися перед військовим походом. Сенешаль повідомляє гостям про появу графині Сибіли, яка, привітавши Жана де Брієна, сповіщає, що зараз з'явиться Раймонда. Графиня Сибіла дарує племінниці весільне вбрання і підводить до неї Жана де Брієна. Наречений освідчується у почуттях і вручає Раймонді білий легкий шарф.
З'являється король Андрій ІІ Угорський із своїм почтом. Він вітає Раймонду та благословляє лицарів на подвиги. На честь юної господарки замку гості танцюють вальс. Серед них і Раймонда, яка сяє щастям і радістю. Лицарі на чолі з Жаном де Брієном присягають на вірність батьківщині та виступають у похід. Графиня Сибіла і Раймонда проводжають їх.
Подруги намагаються відвернути Раймонду від сумних думок, заспокоїти. Білий шарф нагадує дівчині про кохання Жана де Брієна.
Зненацька, немов вихор, влітає до зали гордий, владний сарацинський лицар Абдерахман, який багато чув про красу Раймонди і прийшов, щоб вручити їй на день народження дорогі подарунки. Закохавшись у Раймонду з першого погляду, сарацин, усупереч придворному етикету, пристрасно освідчується у своїх жагучих почуттях. Його освідчення лякає й водночас заворожує дівчину, викликаючи в душі незнайомі відчуття. Абдерахман дарує їй вогняно-червоний, вкритий коштовностями шарф і стрімко зникає.
Гості розходяться. Збентежена і розгублена Раймонда звертається за порадою до графині Сибіли. Проте і вона розгублена не менш, ніж племінниця, у руках якої два шарфи — білий і червоний. Раймонда притискає їх до серця, не знаючи, кому з лицарів надати перевагу. Сибіла заспокоює схвильовану Раймонду, а подруги, щоб розважити дівчину, приносять лютню. Проте Раймонді не до веселощів.
Стомлена хвилюваннями і переживаннями вона засинає в кріслі. Занурене у темряву подвір'я замку враз опромінюється місячним сяйвом. З'являється Біла Дама. Раймонда, немов заворожена, піднімається з крісла, протягує їй два шарфи щоб отримати відповідь, хто з двох лицарів стане її обранцем. «Того, кого обере твоє серце!», — відповідає покровителька.
Біла Дама веде Раймонду у світ чарівних сновидінь. Помах білим шарфом — і перед ними постає фантастичний сад, оповитий серпанком. Серпанок розвіюється, і Раймонда бачить Жана де Брієна в оточенні юних дів. Вона кидається до нареченого, але він величний та стриманий у своїх почуттях до неї. Ще мить, і Жан де Брієн немовби розтає у мареві серпанку. Раймонда хоче зупинити нареченого, але він зникає.
Біла Дама змахує червоним шарфом. Перед Раймондою з'являється Абдерахман. Їхній дует сповнений пристрасті. Діви оточують їх, намагаючись розлучити. Але Раймонду та Абдерахмана знову і знову тягне одне до одного. Біла Дама змахує білим шарфом. Видіння зникають.
Перші промені сонця будять Раймонду, до якої поспішає графиня Сибіла. Вона обіймає і заспокоює стривожену сновидіннями племінницю.

### Дія друга
Парадна зала замку. Раймонда і Сибіла разом із фрейлінами, пажами, подругами готують пишне придворне свято на честь перемоги Жана де Брієна. З'являються гості — знатні дами і сеньйори з навколишніх замків, друзі, трубадури. Усі чекають повернення героя.
Звучать фанфари. Раймонда поспішає до дверей, але перед нею постає гість, якого не чекали — Абдерахман.
Згідно придворного етикету графиня Сибіла люб'язно запрошує сарацинського лицаря, численний почт якого заповнює зал. Не звертаючи ні на кого уваги, Абдерахман пропонує Раймонді руку і серце.
Раймонда розгублена. Почуття обов'язку з одного боку, та наполегливість прекрасного сарацина, який обіцяє їй розкішне життя і насолоди, сіють у її серці сум'яття.
Не вагаючись, Абдерахман огортає дівчину червоним шарфом та намагається забрати з собою. З'являються Жан де Брієн та король Андрій ІІ з лицарями, які щойно повернулися з походу. Між сарацинами і лицарями спалахує сутичка. Владним жестом король зупиняє бій і пропонує Жанові й Абдерахману вирішити суперечку у лицарському двобої.
Здається, щастя на боці сарацина. Ще мить — і Жан де Брієн буде переможеним. Несподівано з'являється Біла Дама, яка надихає лицаря силою. Жан наносить смертельний удар супернику. Схвильована Раймонда кидається до Абдерахмана. Здивований Жан простягає нареченій руку, але вона відвертається від нього. Біла Дама огортає плечі юної графині білим шарфом, і Раймонда враз забуває Абдерахмана. Король з'єднує руки закоханих.

### Дія третя
Графиня Сибіла та король Андрій ІІ вітають гостей на весіллі Раймонди та Жана де Брієна, які пронесли своє кохання крізь важкі випробування.
Над замком з'являється Біла Дама.